# Leslie W. Russell
Leslie Wead Russell (* 15. April 1840 in Canton, New York; † 3. Februar 1903 in New York City) war ein US-amerikanischer Jurist und Politiker. 1891 vertrat er den Bundesstaat New York im US-Repräsentantenhaus.

## Werdegang
Leslie W. Russell wurde ungefähr sechs Jahre vor dem Ausbruch des Britisch-Amerikanischen Krieges im St. Lawrence County geboren. Er besuchte Gemeinschaftsschulen. Dann studierte er Jura. Nach dem Erhalt seiner Zulassung als Anwalt 1861 begann er in Canton zu praktizieren. Im selben Jahr brach der Bürgerkrieg aus. 1867 nahm er als Delegierter an der Verfassunggebenden Versammlung von New York teil. Er war 1869 als Bezirksstaatsanwalt und zwischen 1877 und 1881 als Amtsrichter im St. Lawrence County tätig. 1881 wurde er als Nachfolger von Hamilton Ward Attorney General von New York – ein Posten, den er bis 1883 innehatte. Dann war er zwischen 1883 und 1891 als Anwalt in New York City tätig. Ferner saß er zwischen 1878 und 1891 im Verwaltungsrat (Board of Regents) der University of the State of New York. Politisch gehörte er der Republikanischen Partei an.
Bei den Kongresswahlen des Jahres 1890 für den 52. Kongress wurde Russell im 22. Wahlbezirk von New York in das US-Repräsentantenhaus in Washington, D.C. gewählt, wo er am 4. März 1891 die Nachfolge von Frederick Lansing antrat. Russell trat allerdings am 11. September 1891 von seinem Sitz im Kongress zurück. Er wurde zum Richter am New York Supreme Court gewählt – ein Posten, den er bis zu seinem Rücktritt am 1. Oktober 1902 bekleidete. Am 3. Februar 1903 verstarb er in New York City und wurde dann auf dem Evergreen Cemetery in Canton beigesetzt.